# Lực lượng vũ trang Gambia

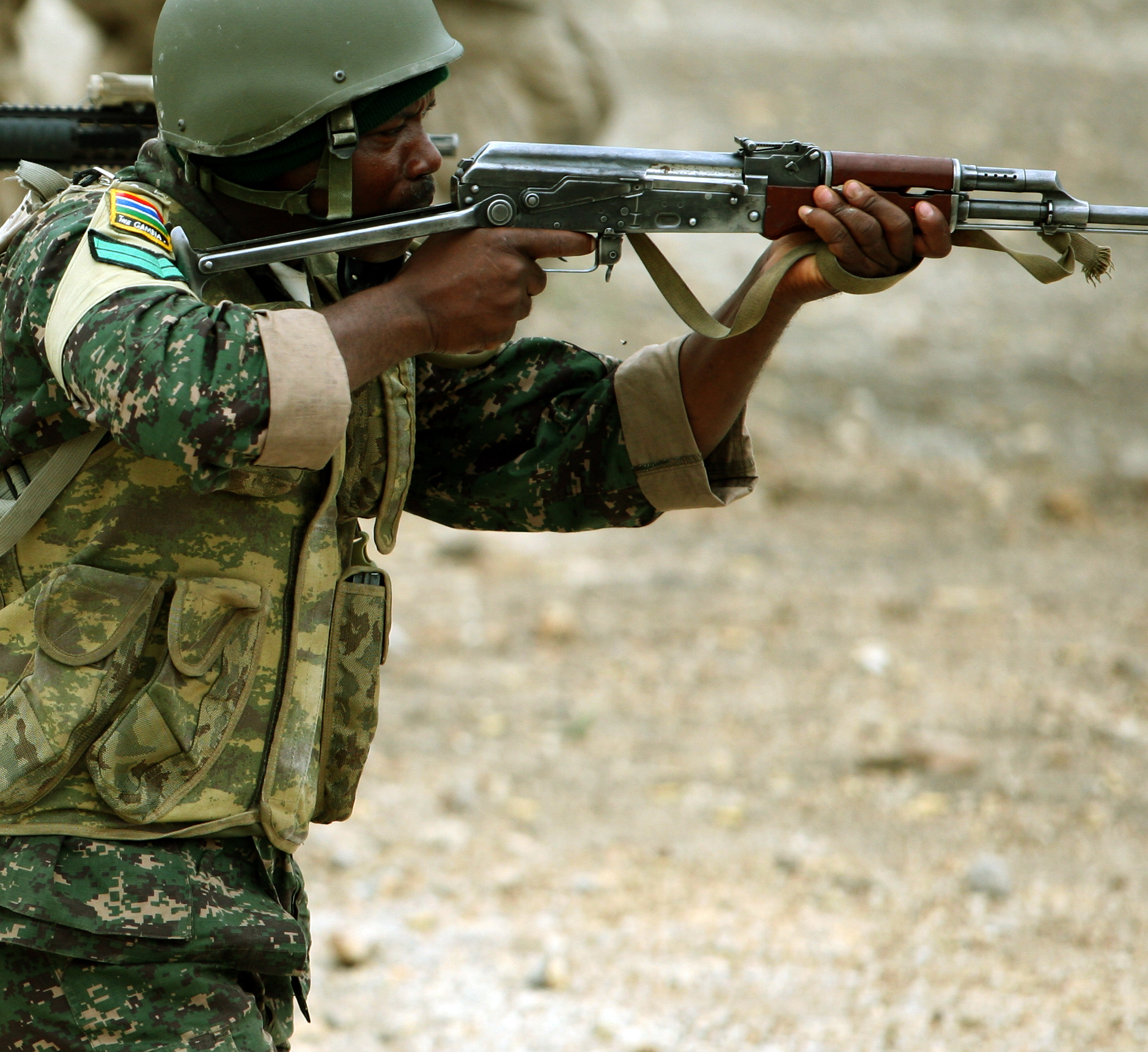
Lực lượng vũ trang Gambia trong một đợt diễn tập năm 2019

Lực lượng vũ trang Gambia (Gambia Armed Forces-GAF) được thành lập vào năm 1985 theo định ước của Liên minh Senegambia, một liên minh chính trị giữa Gambia và Senegal. Ban đầu lực lượng này bao gồm Quân đội Quốc gia Gambia (GNA) do người Anh huấn luyện và Lực lượng Hiến binh Quốc gia Gambia (GNG) do người Senegal huấn luyện. Năm 1992 GNG được sát nhập vào lực lượng cảnh sát, và năm 1997, Jammeh thành lập Hải quân Gambia (GN). Những nỗ lực thành lập Không quân Gambia vào giữa những năm 2000 cuối cùng đã thất bại. Năm 2008, Jammeh thành lập Lực lượng Vệ binh Cộng hòa Quốc gia bao gồm các đơn vị lực lượng đặc biệt. Truyền thống quân sự của Gambia có thể bắt nguồn từ Trung đoàn Gambia của Quân đội Anh, tồn tại từ năm 1901 đến năm 1958 và đã chiến đấu trong Thế chiến I và Thế chiến II.

## Lịch sử

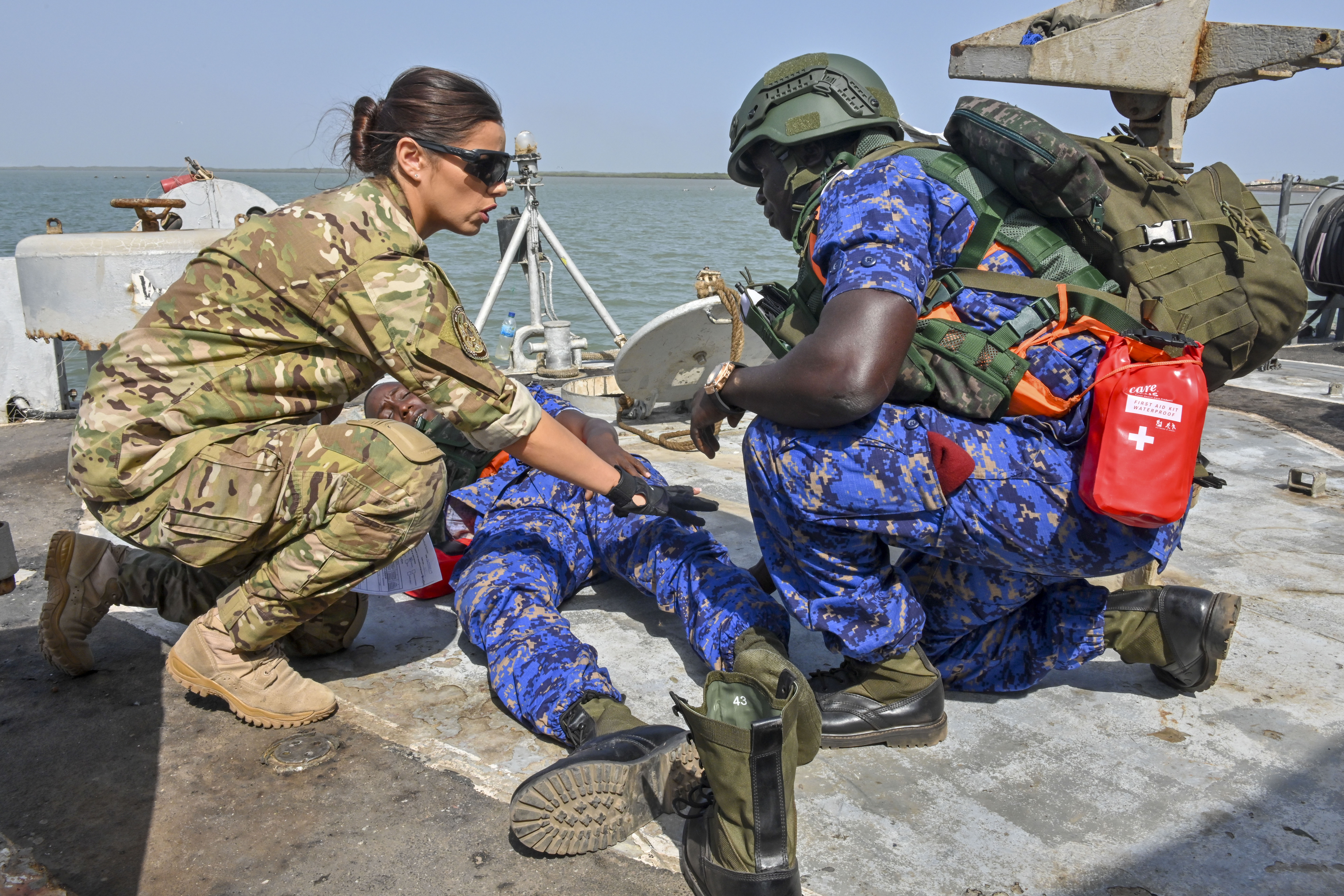
Một nữ sĩ quan Mỹ đang huấn luyện kinh nghiệm cho chỉ huy lực lượng vũ trang Gambia

Quân đội quốc dân được thành lập vào năm 1984, có 800 lính lục quân. Hải quân được thành lập vào năm 1996, ban đầu là đội vệ binh quốc dân sau đổi thành hải quân, có 80 quân binh, 2 tàu chiến. GNA có lực lượng khoảng 900 biên chế, trong hai tiểu đoàn bộ binh và một đại đội công binh. Lực lương này sử dụng xe bọc thép Ferret và M8 Greyhound. GN được trang bị cho các tàu tuần tra và Đài Loan đã tặng một số tàu mới cho lực lượng này vào năm 2013.
Kể từ khi GAF được thành lập vào năm 1985, tổ chức này đã hoạt động tích cực trong các sứ mệnh gìn giữ hòa bình của Liên Hợp quốc và Liên minh châu Phi. Lực lượng này đã được xếp hạng là thành viên đóng góp gìn giữ hòa bình Cấp 2 và được Trung tâm Hợp tác Quốc tế mô tả là một nhà lãnh đạo khu vực trong việc gìn giữ hòa bình. Lực lượng này đã điều động binh sĩ đến Liberia như một phần của liên quân hỗn hợp ECOMOG từ năm 1990 đến năm 1991, trong đó hai binh sĩ Gambia đã thiệt mạng khi làm nhiệm vụ. Kể từ đó, lực lượng này đã đóng góp quân đội cho ECOMIL, UNMIL và UNAMID.
Trách nhiệm đối với quân đội thuộc về Tổng thống kể từ khi Jammeh nắm quyền đứng đầu một cuộc đảo chính quân sự không đổ máu vào năm 1994. Jammeh cũng đã tạo ra vai trò của chức danh Tham mưu trưởng Quốc phòng, người là sĩ quan quân đội cấp cao chịu trách nhiệm hàng ngày hoạt động trong ngày của Lực lượng vũ trang Gambia. Từ năm 1958 đến năm 1985, Gambia không có quân đội, nhưng Lực lượng Chiến trường Gambia tồn tại như một cánh bán quân sự của cảnh sát. Năm 2017, Gambia đã ký hiệp ước của Liên hợp quốc về Cấm vũ khí hạt nhân. Lực lượng vũ trang Gambia đã và đang là bên nhận một số thỏa thuận trang bị và huấn luyện với các nước khác. Năm 1992, một đội ngũ binh lính Nigeria đã giúp lãnh đạo GNA. Từ năm 1991 đến 2005, các lực lượng vũ trang Thổ Nhĩ Kỳ đã giúp huấn luyện binh sĩ Gambia và cũng đã tổ chức các đội huấn luyện của Anh và Hoa Kỳ từ Trung đoàn Hoàng gia Gibraltar và AFRICOM của Hoa Kỳ.

## Các tuyên bố

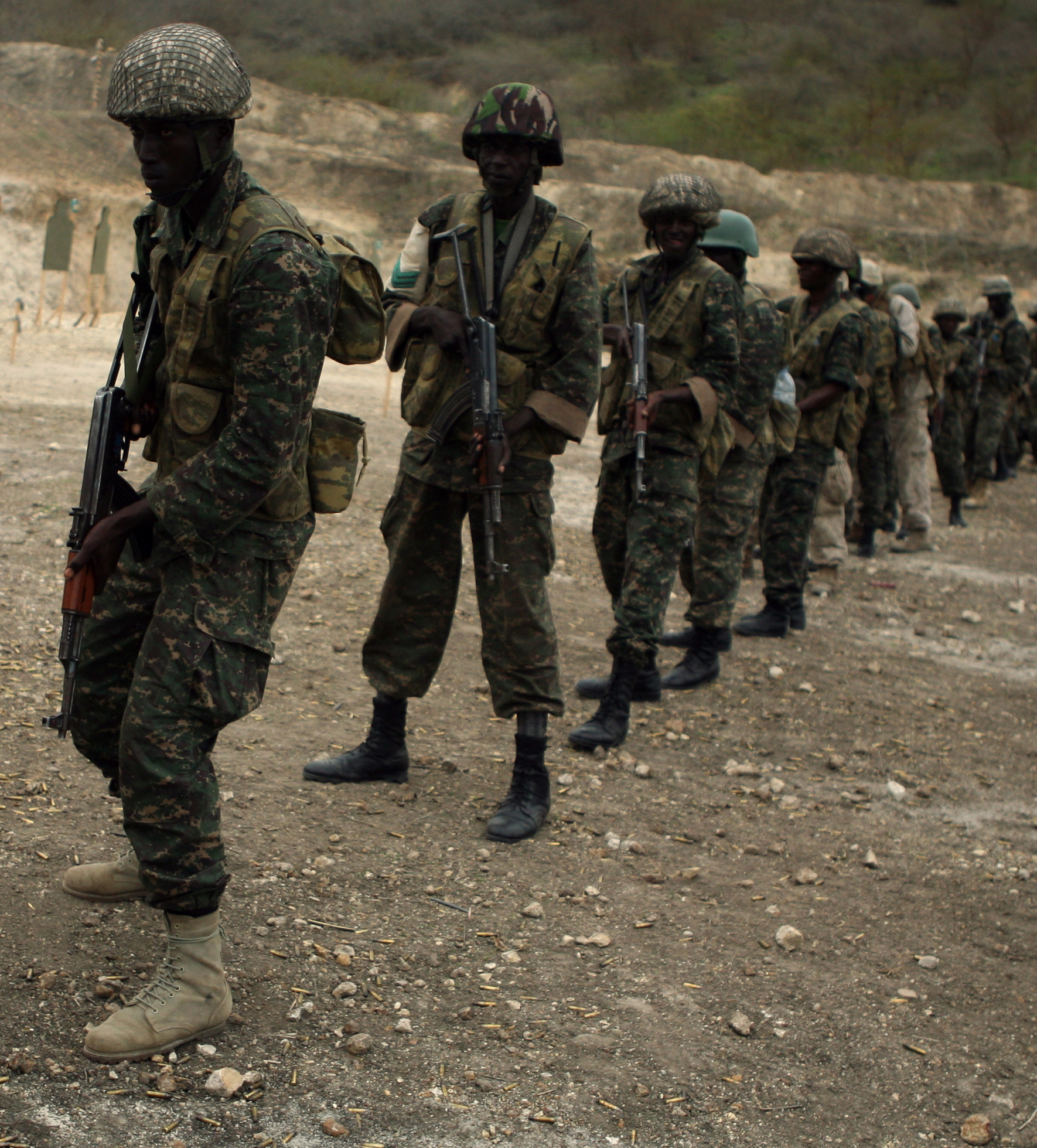
Quân đội Gambia vào tháng 5 năm 2012

Cho rằng lực lượng quân sự của mình đã đủ mạnh, Gambia sẵn sàng tuyên chiến và uy hiếp các cường quốc nếu họ thấy không vừa ý:
- Năm 1985 do đề nghị viện trợ không thỏa thuận được, đã uy hiếp nội trong 3 ngày sẽ chiếm lĩnh toàn bộ Liên bang Xô Viết.
- Năm 1995, do vấn đề hiệp định mậu dịch đàm phán không thành, Gambia uy hiếp cho quân viễn chinh quét sạch châu Âu đại lục. Sau đó đến uy hiếp Anh, Pháp, Đức, Ý do dùng vấn đề nhân quyền để trừng phạt Gambia.
- Năm 2002, Gambia đe dọa nếu nước Mỹ không bãi bỏ lệnh trừng phạt, Gambia sẽ đem quân viễn chinh san bằng Bắc Mỹ đại lục.
- Năm 2012, Gambia đe dọa muốn giúp đỡ quân đội Đài Loan trong vòng 24 tiếng đồng hồ hoàn thành việc chiếm lĩnh toàn bộ quân sự của Trung Quốc Đại Lục.
- Năm 2013, Gambia tuyên bố do lợi ích chiến lược quốc gia, quyết định cắt đứt quan hệ ngoại giao với Đài Loan, đồng thời đe dọa nội trong 3 giờ đồng hồ sẽ đánh chiếm Đài Bắc.